# Neurigona perbrevis
Neurigona perbrevis är en tvåvingeart som beskrevs av Van Duzee 1913. Neurigona perbrevis ingår i släktet Neurigona och familjen styltflugor. Inga underarter finns listade i Catalogue of Life.